# Wilhelm Lehmbruck
Wilhelm Lehmbruck (Duisburg, 4 januari 1881, – Berlijn 25 maart 1919) was een Duitse expressionistische beeldhouwer en graficus.

## Leven en werk
Lehmbruck begon vrij traditioneel als beeldhouwer: hij bleef zoals hij had geleerd op de kunstacademie de naturalistische stijl trouw en dicht bij het model. In 1907 huwde hij Anita Kaufmann. Het koppel kreeg drie zonen. In 1911 vestigde hij zich een paar jaar in Parijs en maakte contact met andere kunstenaars, zoals Pablo Picasso. Hij vond, onder invloed van de werken van Auguste Rodin, meer zijn eigen stijl. Aan het werk in zijn Parijse tijd ziet men de gevoelens van de maker. Zo kun je duidelijk de vingerafdrukken zien die de beeldhouwer in de klei zette. Hij werkte in klei, waarvan vervolgens bronzen afgietsels werden gemaakt.
Lehmbruck werd snel een boegbeeld van de Duitse expressionisten. In 1912 exposeerde hij met onder anderen Egon Schiele.
Tentoonstellingen volgden in Berlijn, Keulen en München en na 1913 ook in de Verenigde Staten: New York, Boston en Chicago. Zijn grootste succes kwam met een solotentoonstelling bij Galerie Paul Levesque in Parijs.

## Oorlogsjaren
In het eerste jaar van de Eerste Wereldoorlog werkte Lehmbruck in een ziekenhuis. Daar zag hij zoveel oorlogsellende, dat hij na die tijd geen vrouwfiguren meer beeldhouwde maar vooral mannen, die symbool stonden voor het lijden. De werken die hij in de oorlogsjaren maakte, gelden als een hoogtepunt in zijn oeuvre. In 1916 vluchtte hij naar Zürich, waar hij een atelier inrichtte. Hij leed aan zware depressies. In 1918 keerde hij weer terug naar Berlijn en werd benoemd tot lid van de Pruisische Akademie der Künste.

Lehmbruck pleegde op 25 maart 1919, vertwijfeld over zijn depressies, zelfmoord in zijn atelier in Berlijn.
Het beeld Die Kniende uit 1911 was tijdens de documenta I van 1955 in de stad Kassel de blikvanger.

## Lehmbruck-Museum
De architect Manfred Lehmbruck (913-1992), Lehmbrucks zoon, heeft het Lehmbruck-Museum in Duisburg ontworpen. Het gebouw is speciaal ontworpen als beeldenmuseum. De beeldencollectie van het museum bestaat voor de helft uit beelden van Wilhelm Lehmbruck (die onder anderen Joseph Beuys hebben geïnspireerd) en voor de andere helft uit internationale moderne beeldhouwkunst. Het museum bezit ongeveer 100 beelden, 40 schilderijen, 900 tekeningen en 200 prenten van Wilhelm Lehmbruck.

## Fotogalerij

„Schlaf“ (1907)
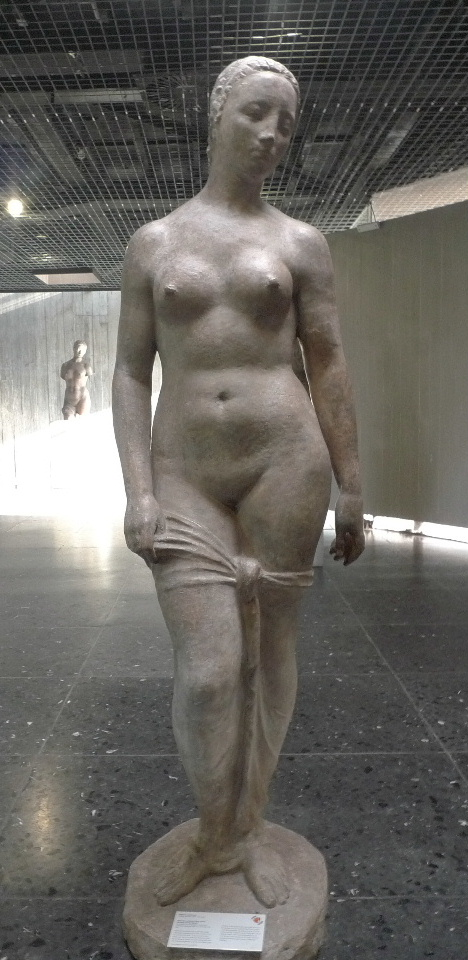
„Stehende weibliche Figur“ (1910)
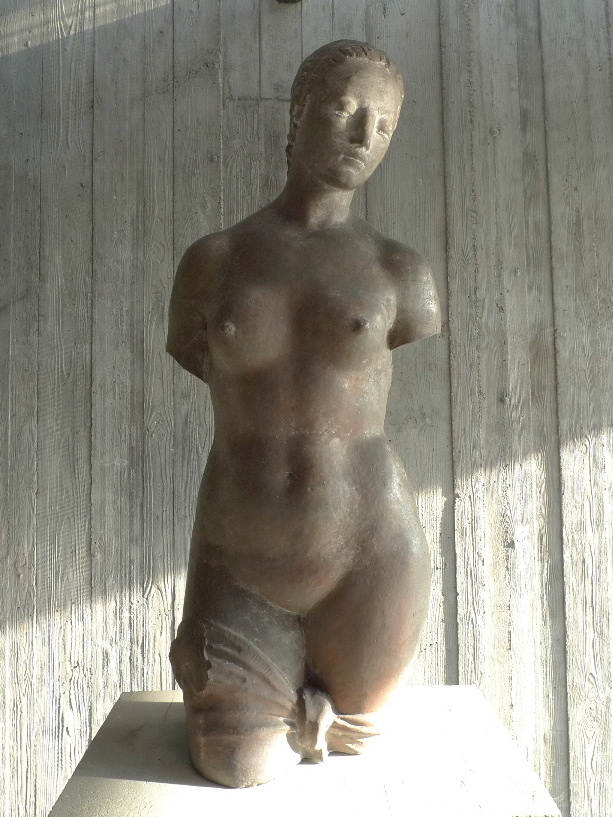
„Weiblicher Torso ( Torso der Großen Stehenden)“ (1910)
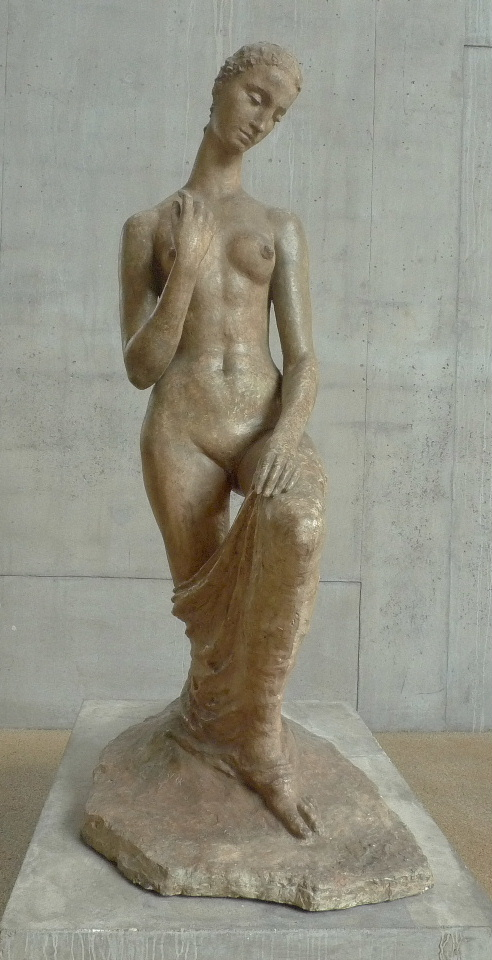
„Kniende“ (1911)
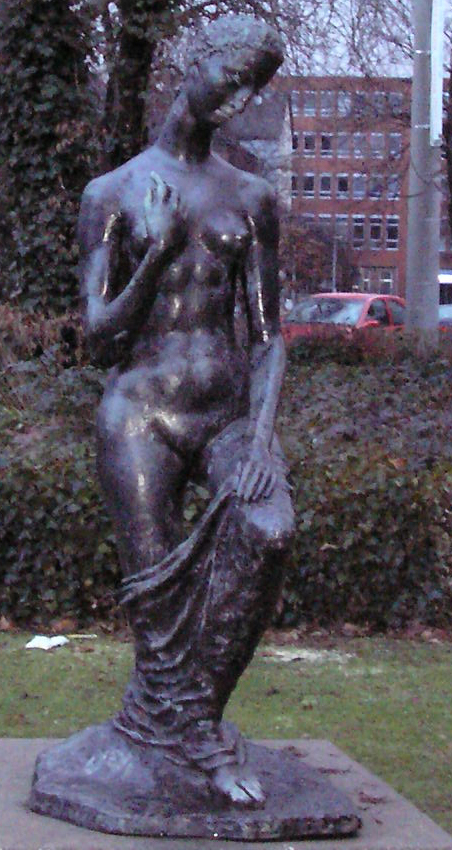
„Die Kniende“ (1911)
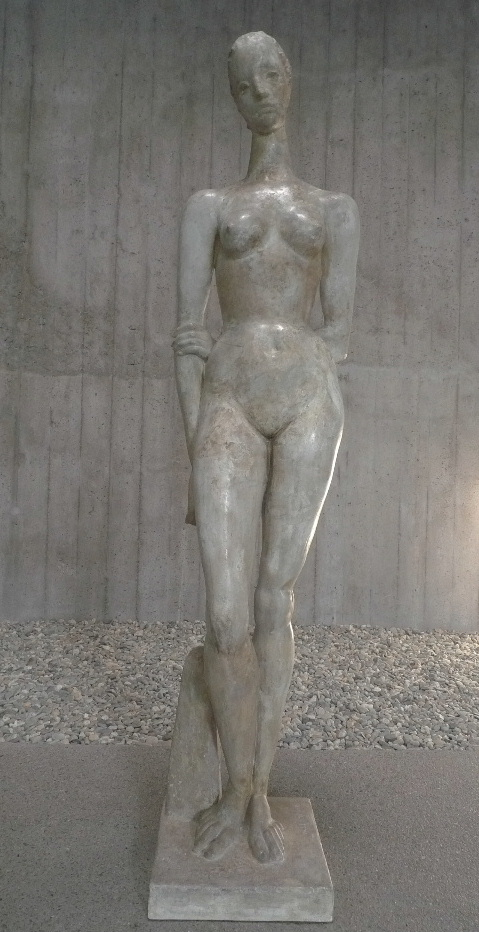
„Große Sinnende“ (1913)
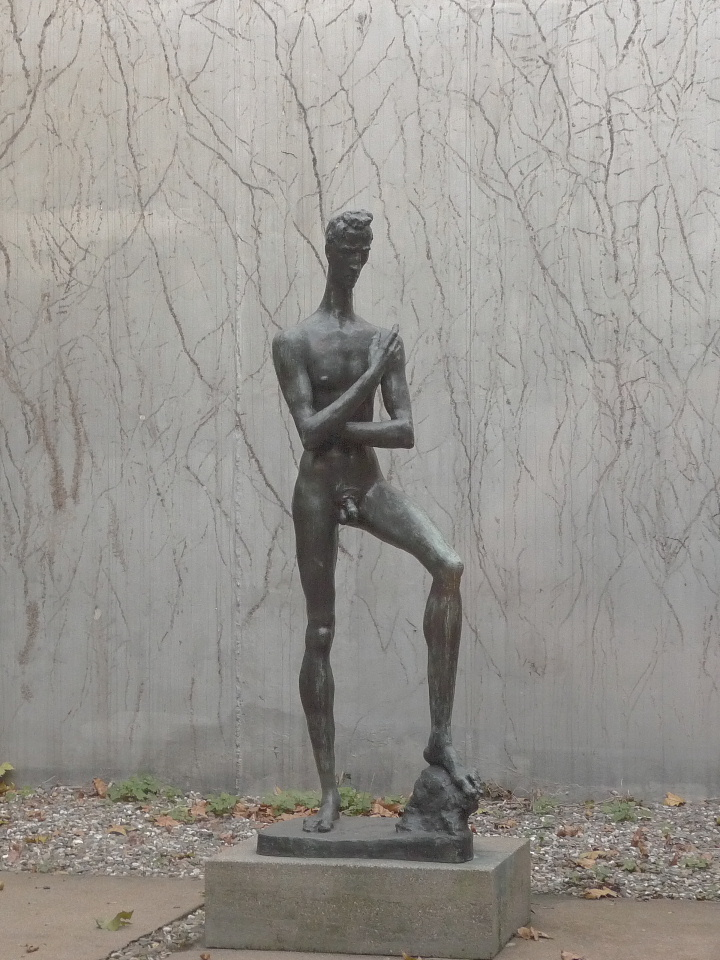
„Emporsteigender Jüngling“ (1913)
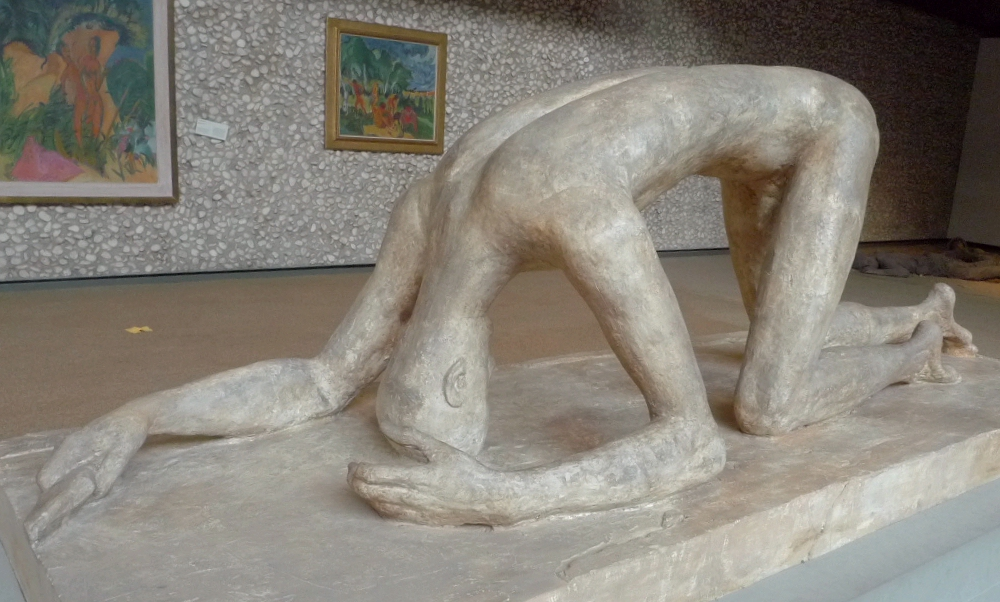
„Der Gestürzte“ (1915/16)
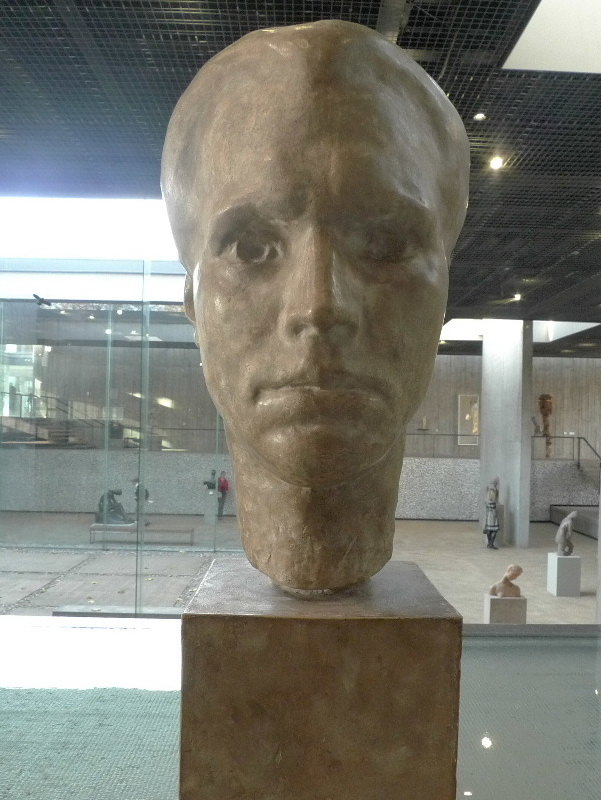
„Porträtkopf Fritz von Unruh“ (1918)
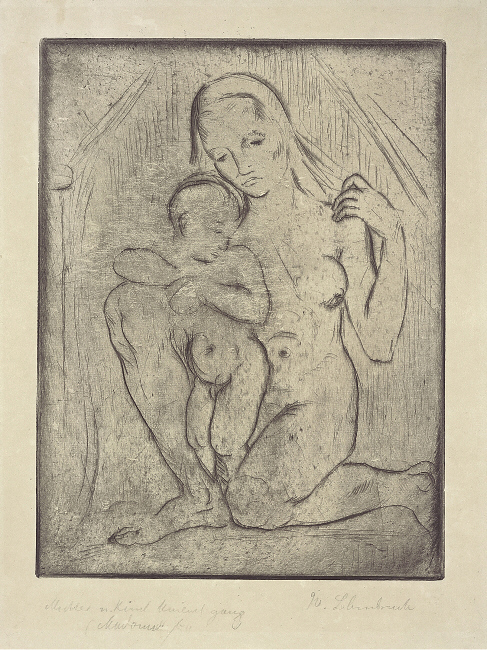
Mutter und Kind kniend ganz (Madonna) (1910)